# Ликицары
Ликицары (укр. Лікіцари) — село в Турье-Реметовской сельской общине Ужгородского района Закарпатской области Украины.
Население по переписи 2001 года составляло 54 человека. Почтовый индекс — 89222. Занимает площадь 13,5 км².